# Cum-cum mania
 (octobre 2019).
Singles de Félicien
Tranquille Émile
(2003)
Cum-cum mania est un single sorti en 2002 par Félicien, concurrent de la 2e saison de l'émission de téléréalité française Loft Story. 
Sorti comme son premier single en juin 2002, il se classe à la tête des ventes de single en France et en 2e place en Belgique francophone.

## Contexte et écriture
Alors qu'il était encore dans la compétition, Félicien a décidé de quitter lui-même l'émission de téléréalité. Cependant, à sa sortie du loft, il a enregistré une chanson, Cum-cum mania. Écrit par Thierry Dauga, arrangé par Christian Ramis et publié par M6 et BMG, cette chanson populaire, mêlant bonne humeur et sens de l'humour, s'inspire d'un festival traditionnel nommé Peña cum cum, célébré chaque année dans les Landes, dans le Sud-Ouest de la France (Félicien habite dans cette région). Les groupes Peña cum cum d'Amou et la banda Lous Faïences de Samadet ont également participé au chant et à la musique. Comme la chanson était fréquemment chantée par les candidats et que le spectacle était régulièrement vu par la plupart des Français, la chanson a eu un grand succès, même s’il n’y avait pas de vidéo musicale. 
La chanson faisait partie de la compilation belge Hitbox 2002, Vol. 4, Best of et les compilations françaises Hits 2002 et NonStop Hits 2002 .

## Réception
En France, la chanson a commencé à la 98e position du Single Chart français le 29 juin 2002, bien qu'elle soit officiellement sortie quelques jours plus tard. Elle a grimpé au 4e rang, puis a dominé le tableau et y est resté pendant une semaine. Après cela, elle n'a pas cessé de figurer sur la charte, totalisant six semaines dans le top 10, onze semaines dans le top 50 et 17 semaines dans le top 100. Grâce à cette chanson, Félicien est devenu le deuxième concurrent de Loft Story 2 à atteindre la première place en France. Une autre participante, Marlène Duval, avait également dominé le classement deux semaines auparavant avec Un enfant de toi, un duo avec Phil Barney. 
En Belgique (Wallonie), le single est passé à la 12e place le 20 juillet 2002, puis a grimpé dans le top cinq et a finalement atteint la deuxième place à ses quatrième et cinquième semaines, mais ses ventes ont été inférieures à celles du hit J'ai demandé à la lune d'Indochine. Il a d'abord chuté lentement, puis plus rapidement sur le graphique, restant sept semaines dans le top 10 et douze semaines dans le top 40.
Félicien n'a pas réussi à reproduire cet exploit avec ses deux singles suivants, Tranquille Émile et Mi casa es su casa, qui étaient des échecs, restant au bas du tableau. 

## Classement
| Classement (2002)                       | Meilleure position |
| --------------------------------------- | ------------------ |
| Belgique (Wallonie Ultratop 50 Singles) | 2                  |
| France (SNEP)                           | 1                  |